# Байки из склепа (телесериал, 2017)
«Байки из склепа» (англ. Tales from the Crypt) — отменённый американский антологический хоррор-сериал, созданием которого занимался сценарист и режиссёр М. Найт Шьямалан. Является перезапуском одноимённого телесериала 1989 года. 
Впервые о разработке проекта стало известно в январе 2016 года, тогда же куратором проекта был назначен Шьямалан. Премьера была назначена на 2017 год. Премьера должна была состояться на американском телеканале TNT. Вскоре TNT официально объявил, что сериал не сможет выйти из-за проблем с авторскими правами, которыми владеет другой телеканал — HBO.

## Производство
В июле 2011 года было объявлено, что Гилберт Адлер, продюсер оригинального сериала, работает с Эндрю Косби над созданием нового сериала «Байки из склепа». Сообщалось, что это будет непрерывная история, а не антология, и Хранитель склепа в новом сериале будет отсутствовать. Концепцию сериала предлагали нескольким крупным телеканалам, но никто не захотел работать над проектом. 
В январе 2016 года журнал Entertainment Weekly объявил, что режиссёр М. Найт Шьямалан взялся за работу над перезапуском «Баек из склепа». Права на трансляцию нового сериала получил телеканал TNT, который заказал полноценный сезон из 10 эпизодов, в то время как премьера была назначена на осень 2017 года. В августе 2016 года «Байки из склепа» были занесены в официальный список будущих новых сериалов TNT. В феврале 2017 года был выпущен первый тизер-трейлер сериала. В июне 2017 года TNT решил не продолжать работу над сериалом из-за юридических проблем, связанных с названием и персонажами сериала, правами на которых владеет телеканал HBO. 

## Формат
Как и предшественник, сериал должен был представлять из себя антологию. В каждом эпизоде должна была рассказываться своя собственная история, не связанная с предыдущими. Самым главным изменением стало отсутствие Хранителя склепа — главного персонажа сериала 1989 года. Причиной отсутствия персонажа стали проблемы с авторскими правами.  